# Legislatura Nebraski
Legislatura Nebraski (Nebraska Legislature) - parlament amerykańskiego stanu Nebraska, jedyna jednoizbowa legislatura stanowa w Stanach Zjednoczonych. Jednocześnie jest najmniejszym pod względem liczby członków parlamentem stanowym w USA. W skład Legislatury wchodzi 49 członków, którym zwyczajowo przysługuje tytuł senatorów. 
Kadencja trwa cztery lata, przy czym co dwa lata odnawiana jest połowa składu. Wybory przeprowadzane są jednomandatowych okręgach wyborczych, z zastosowaniem ordynacji większościowej. Senator może zasiadać w Legislaturze przez maksymalnie dwie kadencje z rzędu. Następnie zobowiązany jest opuścić przynajmniej jedną kadencję, po czym odzyskuje prawo kandydowania na kolejne dwie.
Legislatura wyróżnia się na tle innych amerykańskich parlamentów stanowych również tym, że choć jej członkowie w większości przynależą do partii politycznych, to jednak oficjalnie wszyscy startują w wyborach jako kandydaci niezależni, zaś w samej izbie nie są tworzone frakcje partyjne. Senatorowie tworzą raczej doraźne bloki, w zależności od swoich poglądów na konkretną sprawę będącą przedmiotem obrad. Formalnym przewodniczącym Legislatury jest z urzędu zastępca gubernatora stanu. Pod jego nieobecność (w praktyce, niemal zawsze) obradom przewodzi spiker, którego członkowie wybierają z własnego grona. Obecnie urząd ten pełni Mike Flood. 
Posiedzenia Legislatury odbywają się na Kapitolu Stanowym Nebraski w Lincoln.

## Okręgi wyborcze
Poniższe mapy ukazują podział stanu na okręgi wyborcze do Legislatury (oznaczone kolorami i numerami; liniami i nazwami oznaczono hrabstwa):

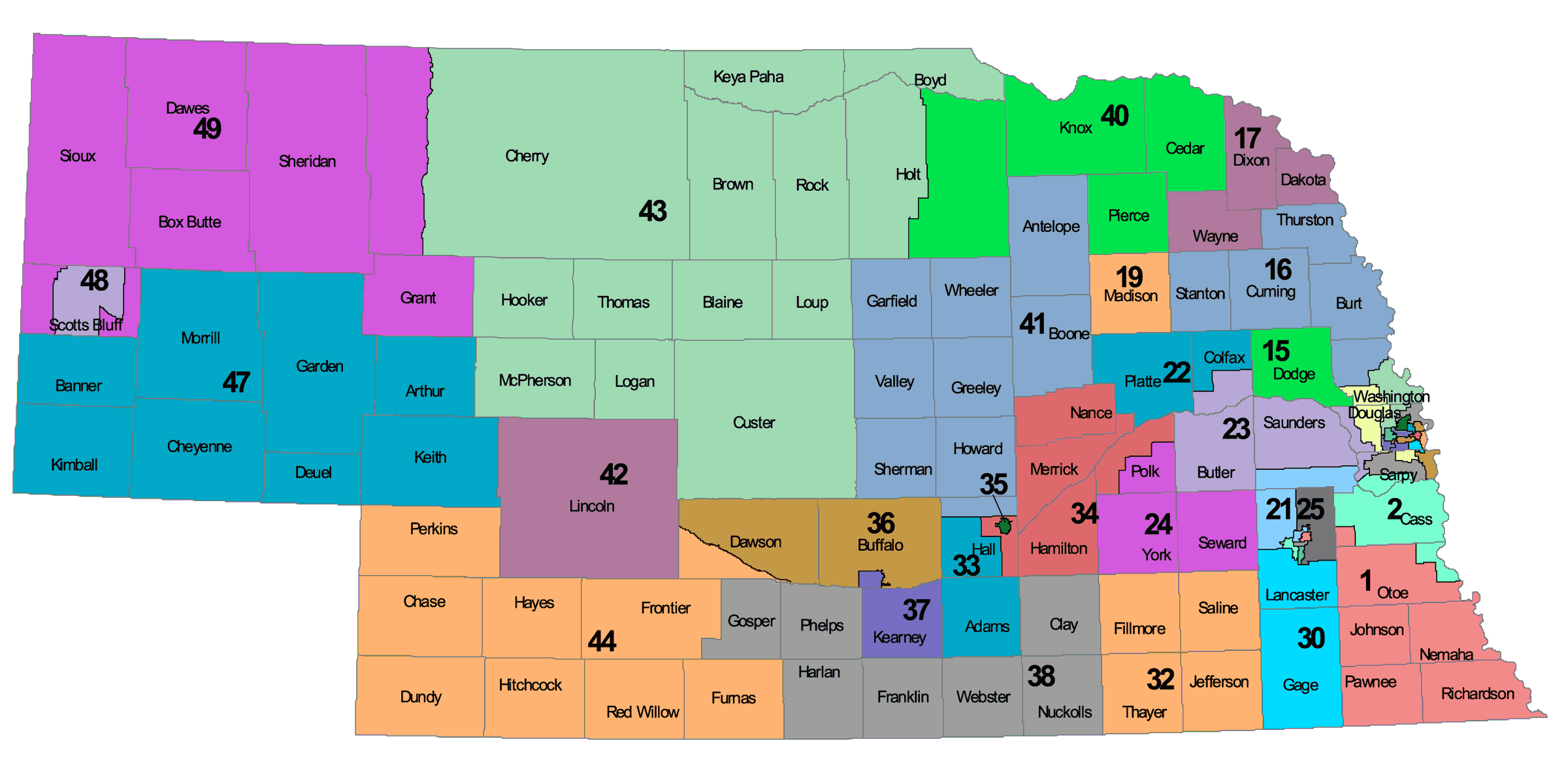
Cały stan
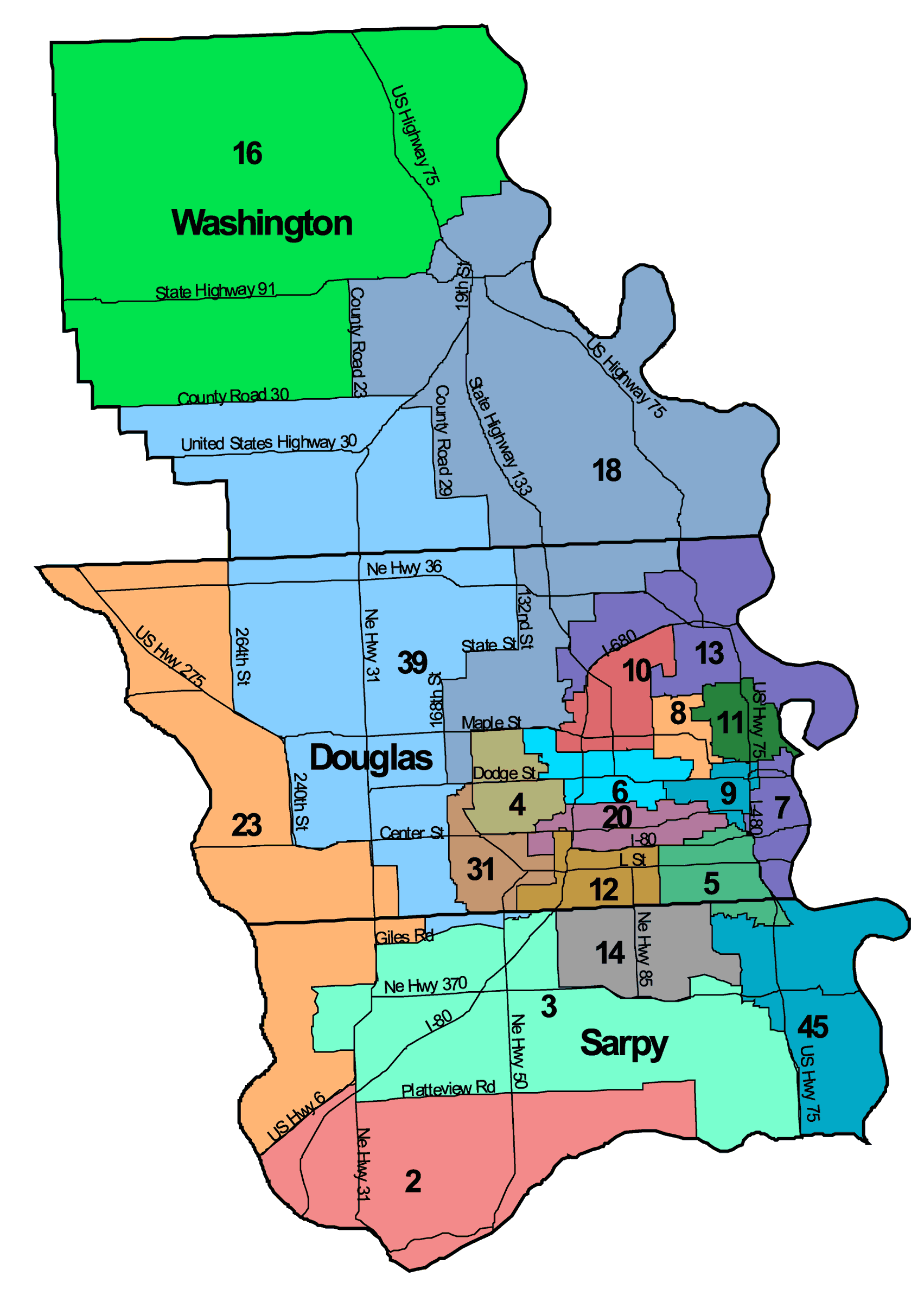
Aglomeracja Omaha
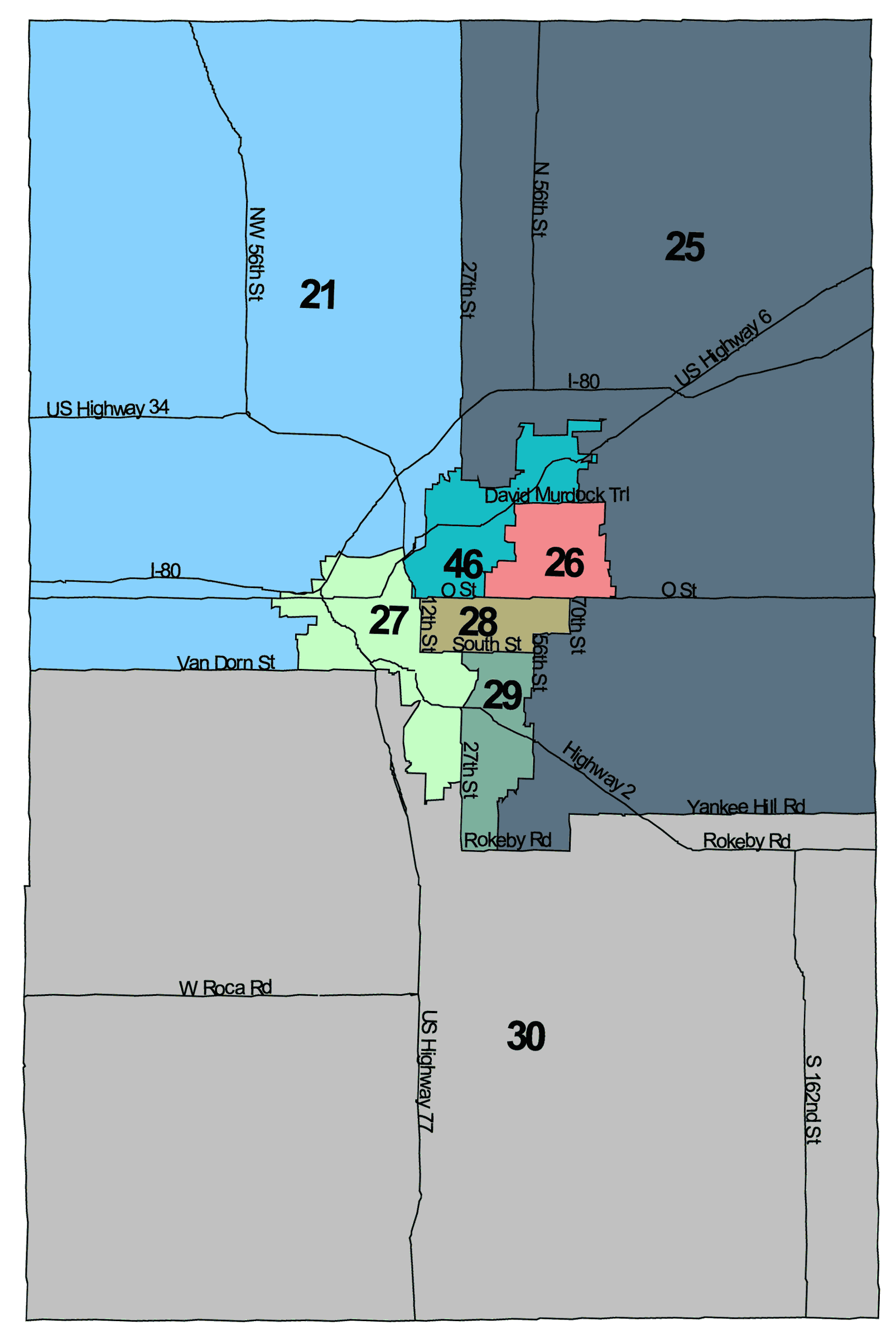
Aglomeracja Lincoln